# Kirow
Kirow (ros. Киров) – miasto w europejskiej części Rosji nad rzeką Wiatką, do 1934 Wiatka, przemianowane po śmierci Siergieja Kirowa, w 1993 roku mieszkańcy zdecydowali w referendum o zachowaniu sowieckiej nazwy. W latach 1457–1781 Chłynow.
Miasto jest stolicą obwodu kirowskiego. W 2020 liczyło 518,3 tys. mieszkańców. Współrzędne geograficzne: 58°36′N 49°39′E/58,600000 49,650000.
W mieście zakłady ОАО „Веста” (była nazwa „Elektrobytpribor” (Электробытприбор), od 2018 w składzie chińskiej Grupy Haier wytwarzającej artykuły AGD). Produkują m.in. pralki automatyczne marki Wiatka, importowane do Polski w latach 80. i na początku 90. XX wieku przez Universal.

## Historia
Wg niektórych źródeł miasto zostało założone przez imigrantów z Republiki Nowogrodzkiej w 1181 lub 1199 roku, jednak na podstawie danych archeologicznych powstanie Wiatki należy przesunąć na koniec XIII wieku. Za czasów Wasilija Wasiljewicza Ciemnego u ujścia rzeki Chłynowicy zbudowano drewniany Kreml Chłynowski. Osada została ufortyfikowana i prawdopodobnie otrzymała wówczas nazwę Chłynow.
Do końca XV wieku ziemie otaczające Wiatkę były niezależne i określano je jako Republikę Wiatki. W 1489 roku bojar Daniel Szczenia i jego armia licząca 64 000 zbrojnych obległa i zdobyła Wiatkę, którego mieszkańcy często grabili północne obszary moskiewskie. Wszyscy mieszkańcy Wiatki zostali przesiedleni do różnych miast Księstwa Moskiewskiego. W czasie reform miejskich i prowincjonalnych Katarzyny II w 1780 roku Chłynow otrzymał nazwę Wiatka. Miasto zostało uznane za centrum namiestnictwa, które w 1796 r. została przemianowane na gubernię Wiatka.
13 sierpnia 1784 roku dekretem Katarzyny II zatwierdzono nowy plan regularny dla prowincjonalnego miasta Wiatka, zakładający utworzenie siatki kwartalnej i układ ten jest czytelny do dzisiaj. W XIX wieku miasto było jednym z miejsc zsyłania więźniów politycznych, w tym licznych Polaków.
W 1898 r. rozpoczęto prace na linii kolejowej Perm - Kotłas, a w 1906 r. uruchomiono bezpośrednie połączenie kolejowe z Petersburgiem.
W latach 30. XX w. rozpoczęło się niszczenie architektury cerkiewnej - zniszczono zespół Kremla w Wiatce, w 1931 r. zniszczono Sobór Trójcy Świętej, a w 1937 r. cerkiew Aleksandra Newskiego wysadzono w powietrze. 
Po zamordowaniu w 1934 r. Kirowa (pochodzącego z Urżuma, obwód Wiatka), na jego cześć przemianowano nazwę miasta. Pod koniec XX wieku rozpoczęto dyskusję nad przywróceniem nazwy Wiatka, jednak planu tego nie zrealizowano.

## Galeria

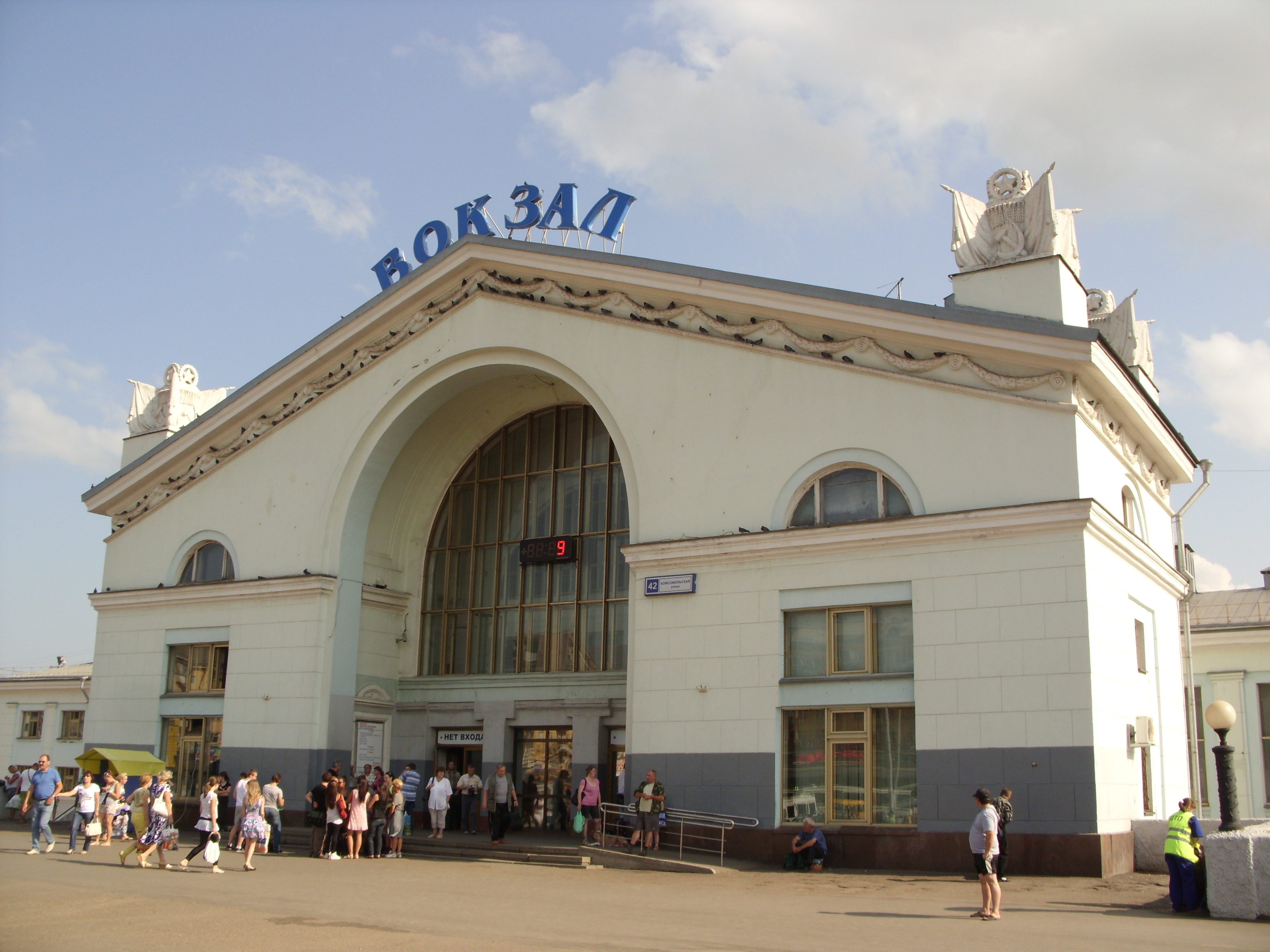
Stacja kolejowa Kirow
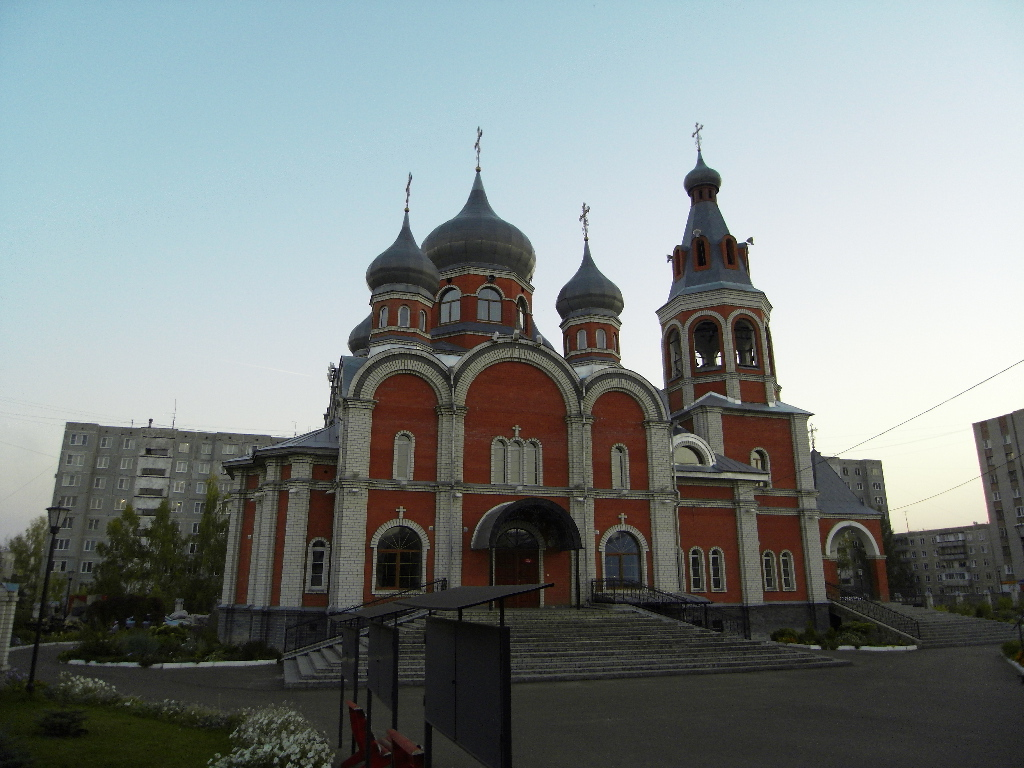
Cerkiew św. Pantelejmona
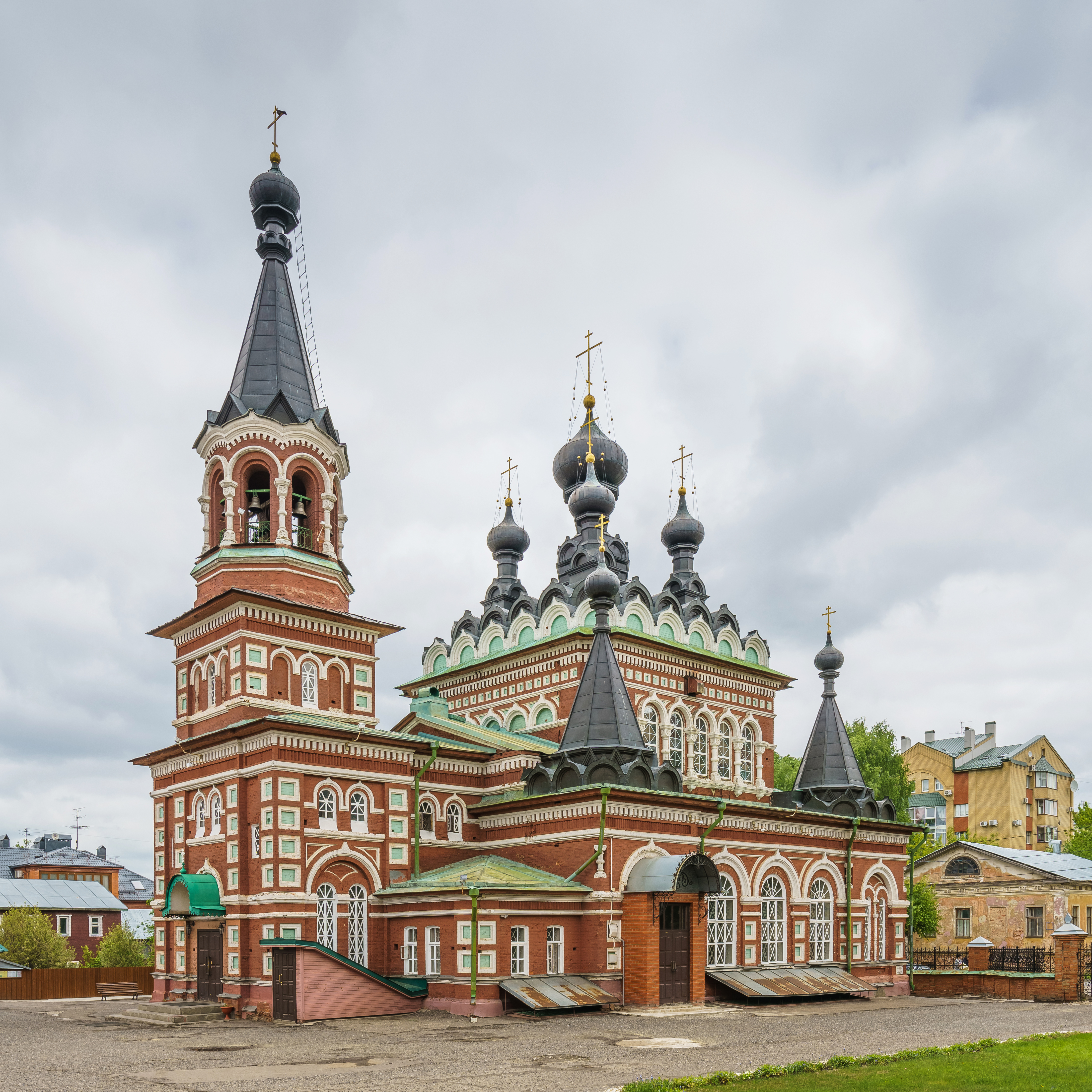
Cerkiew św. Serafina z Sarowa
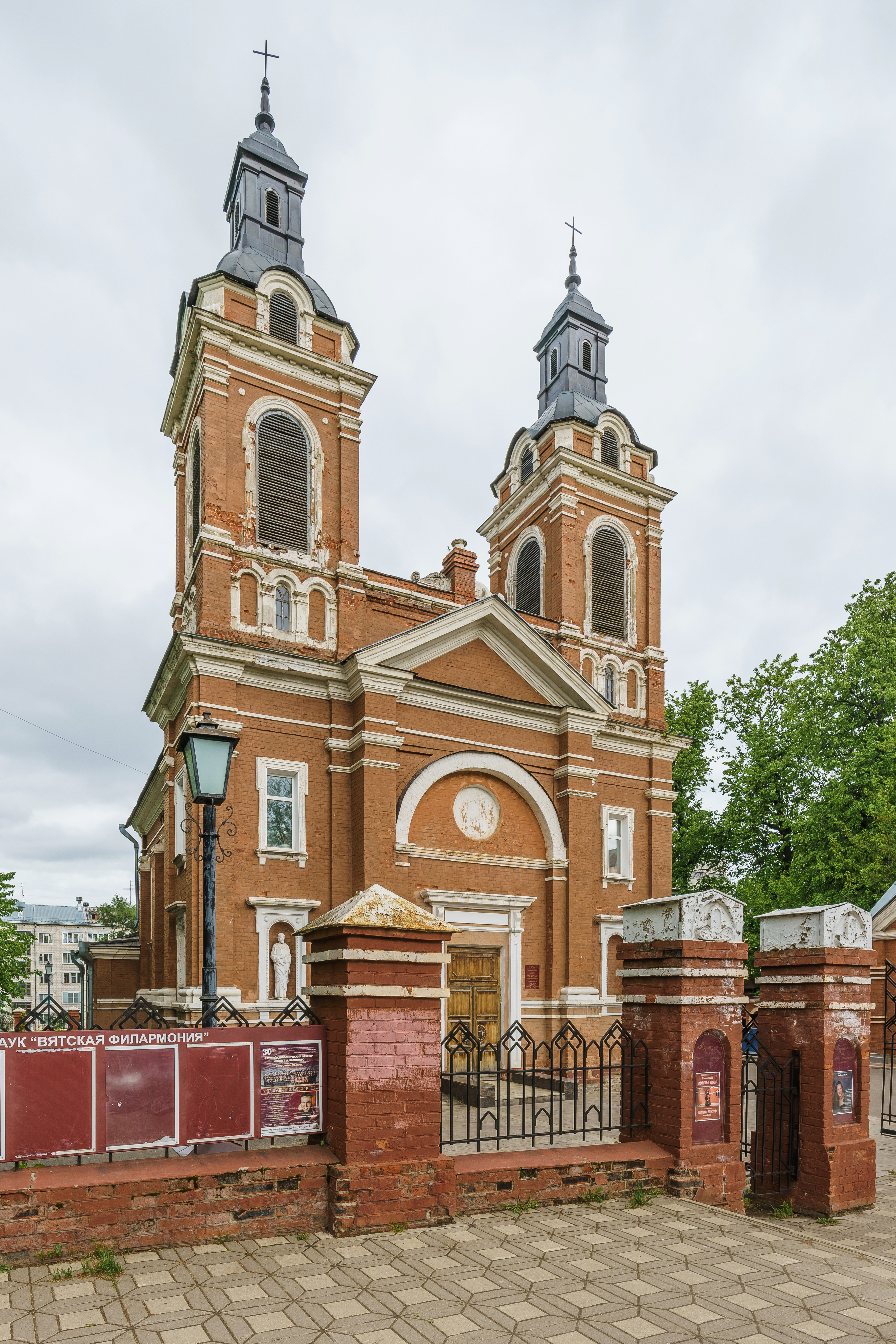
Kościół św. Aleksandra
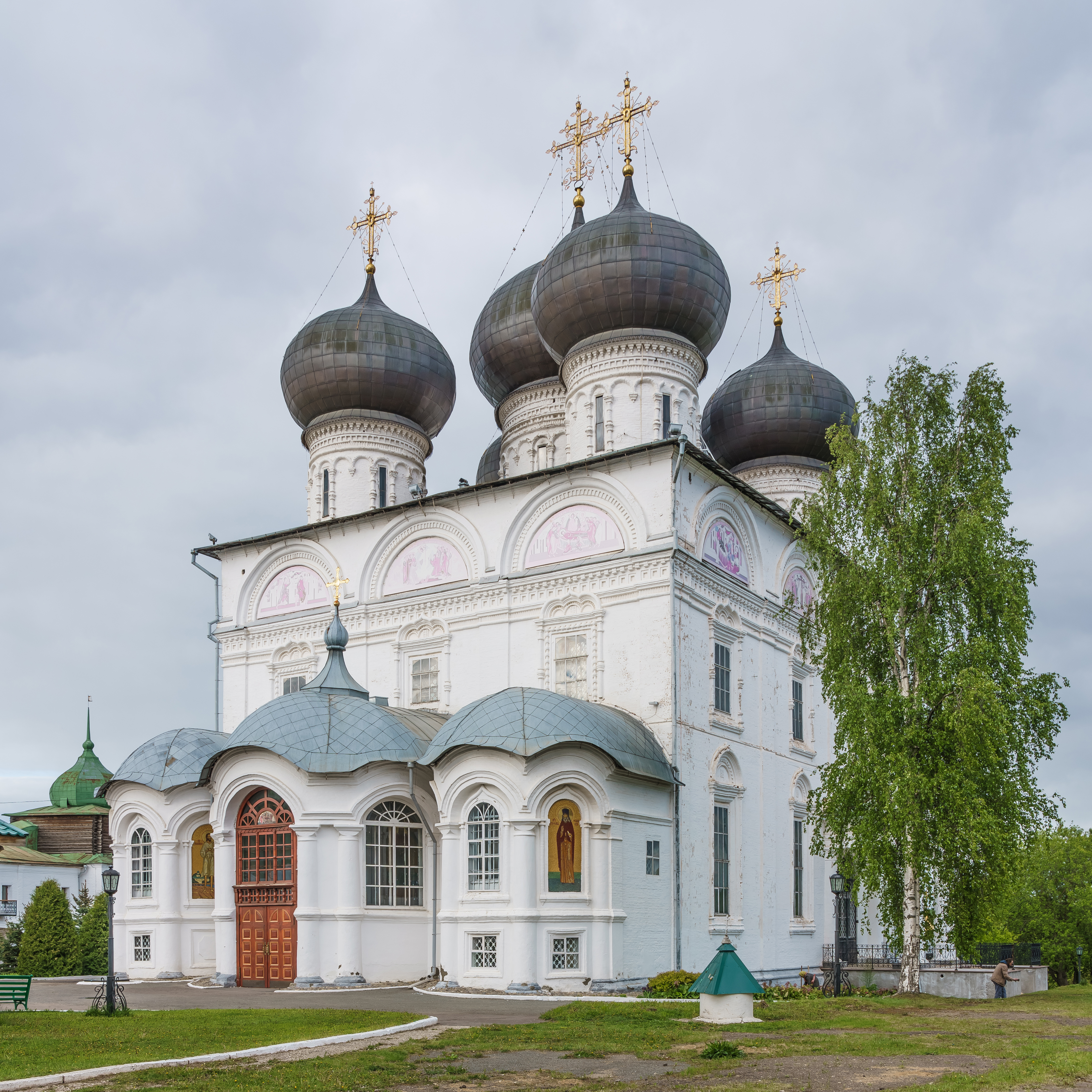
Sobór Zaśnięcia Najświętszej Maryi Panny
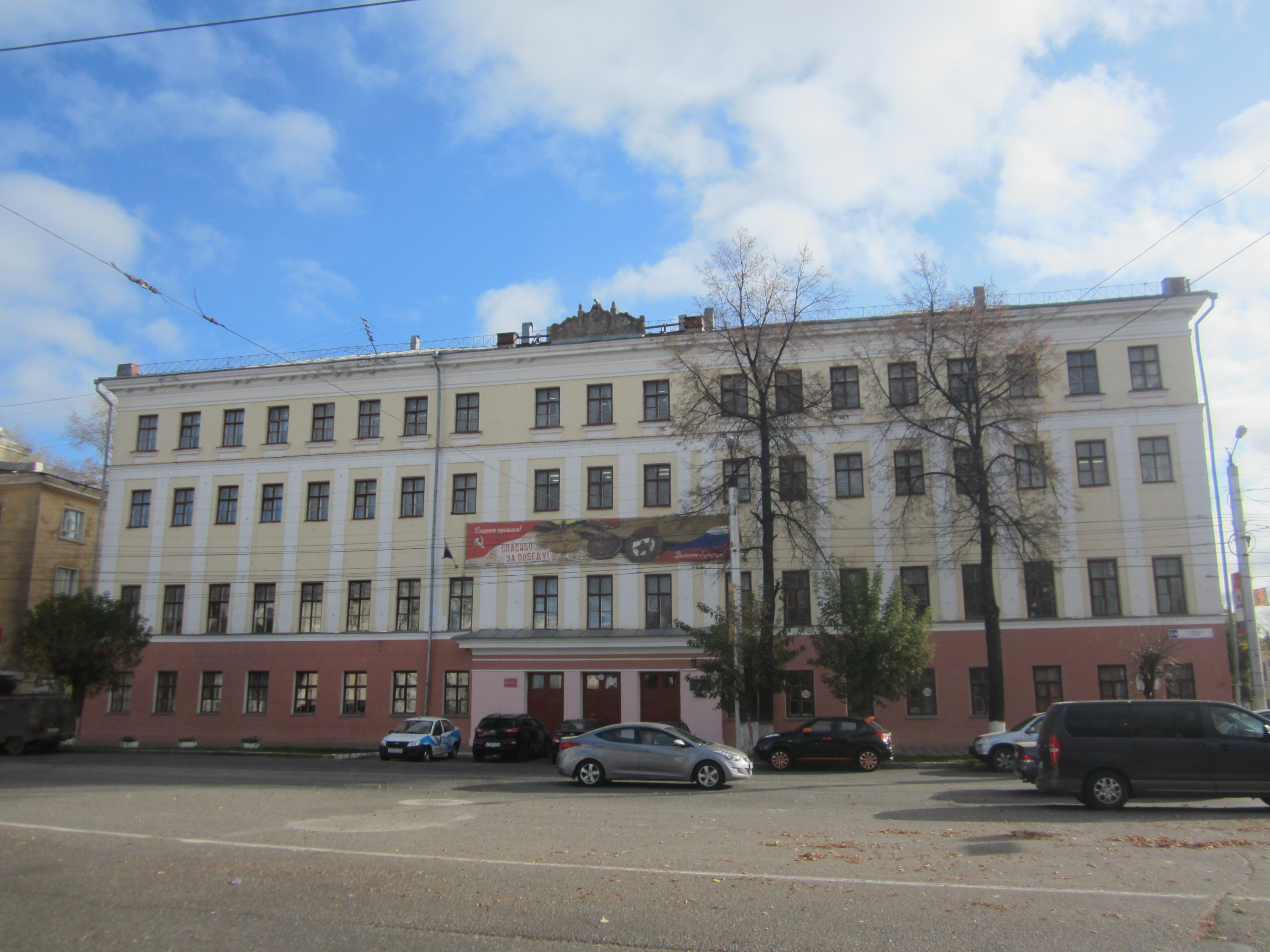
Gimnazjum żeńskie
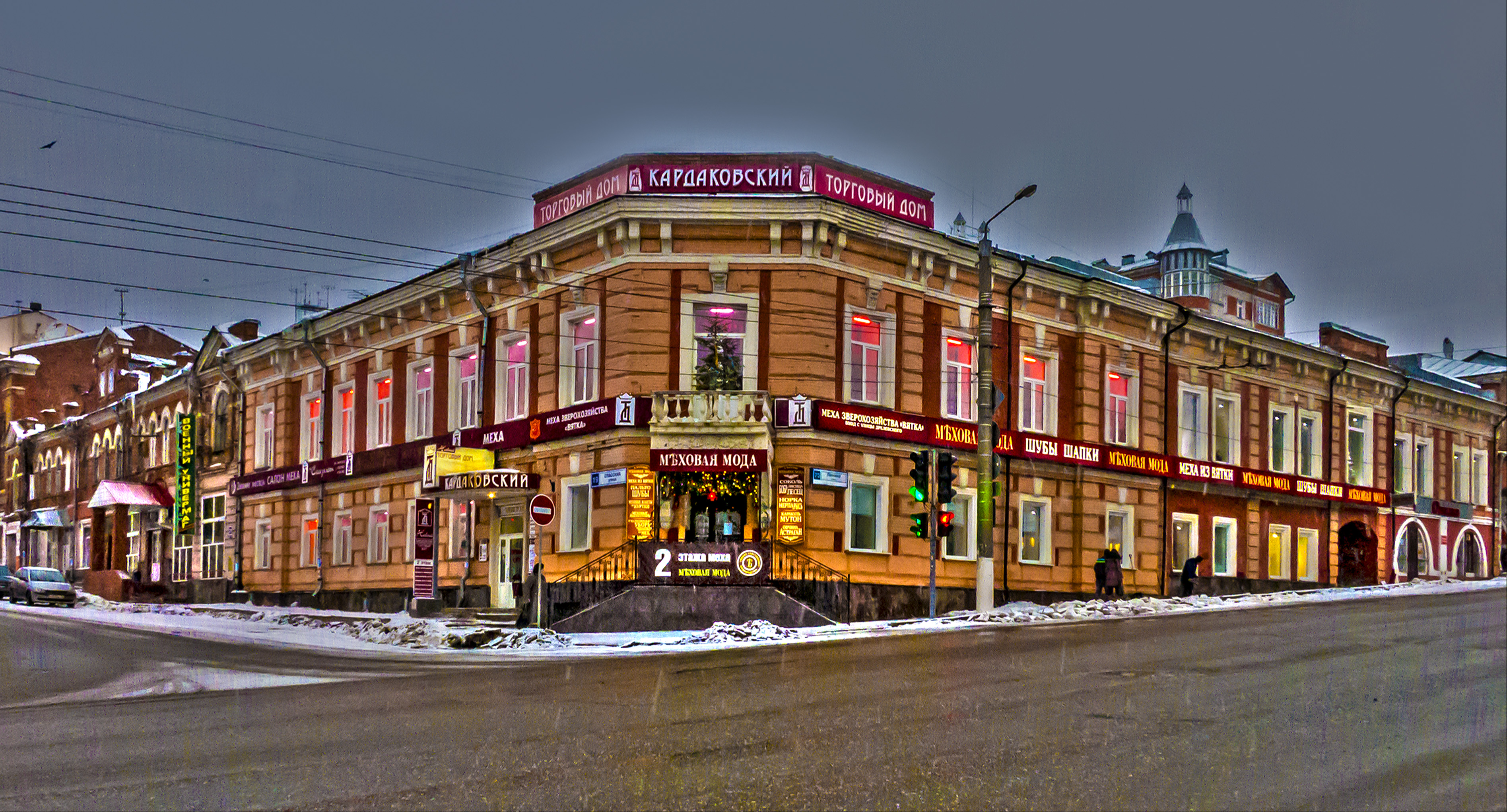
Sklep Kardakowski
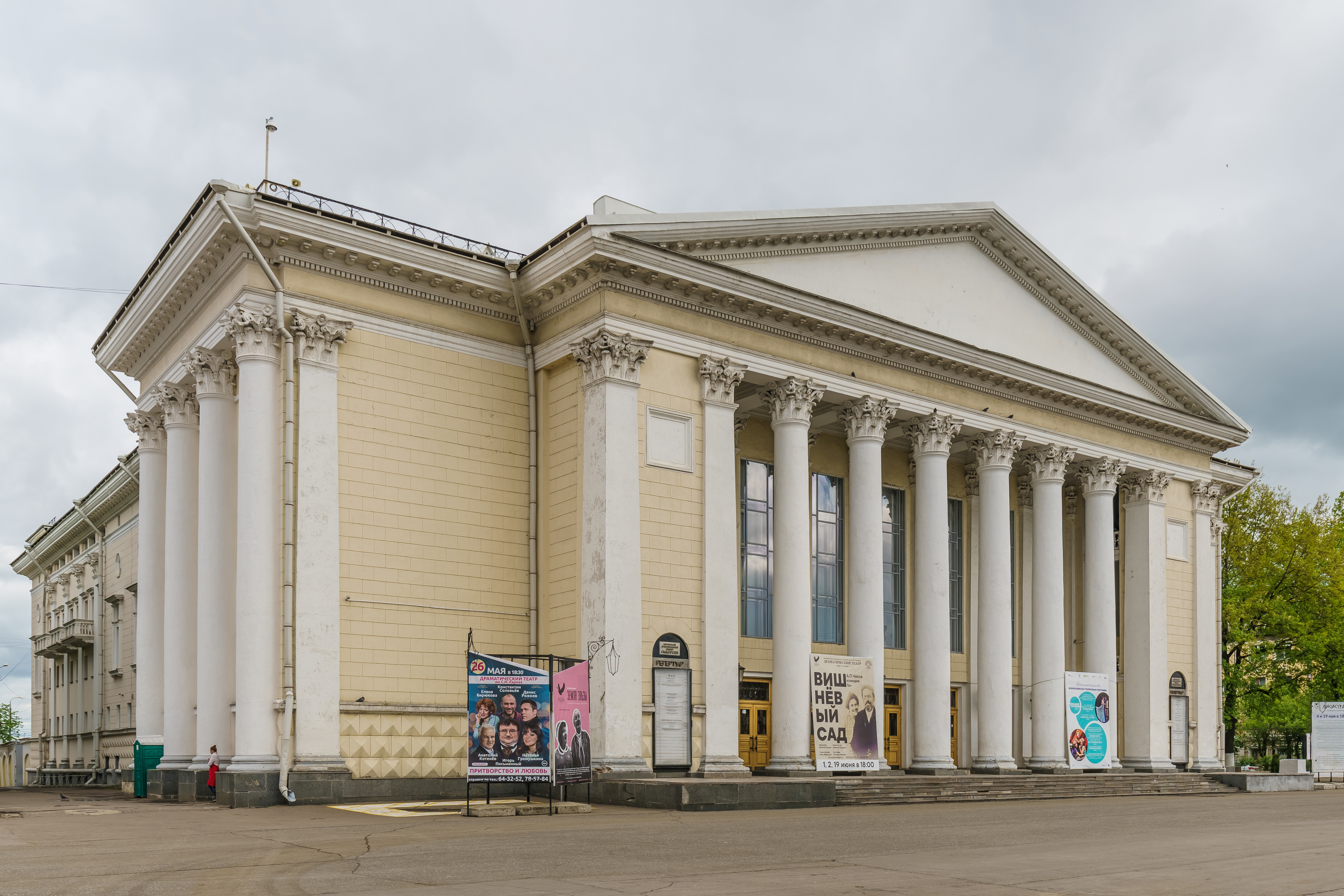
Teatr miejski
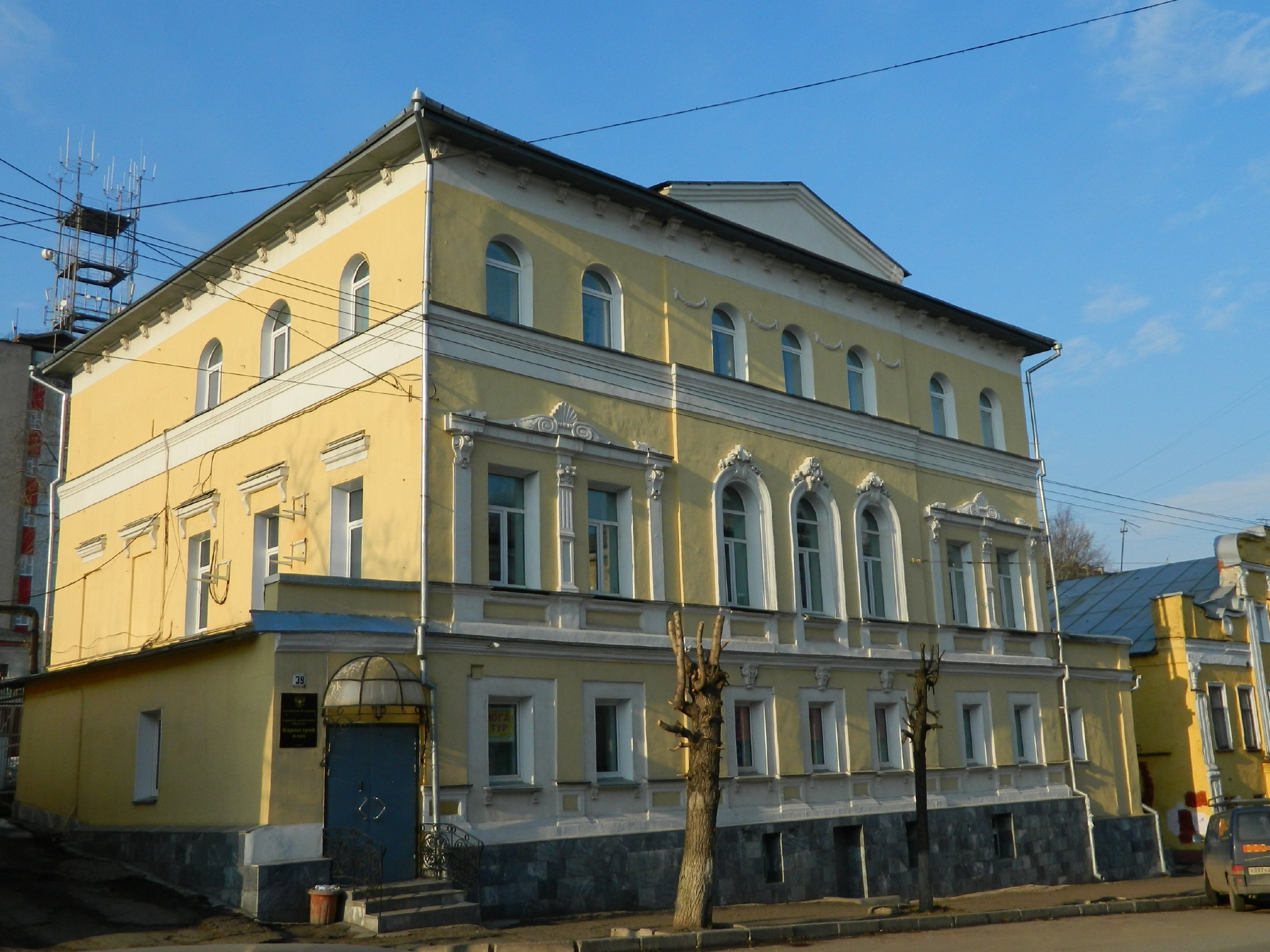
Dom Szestakowa
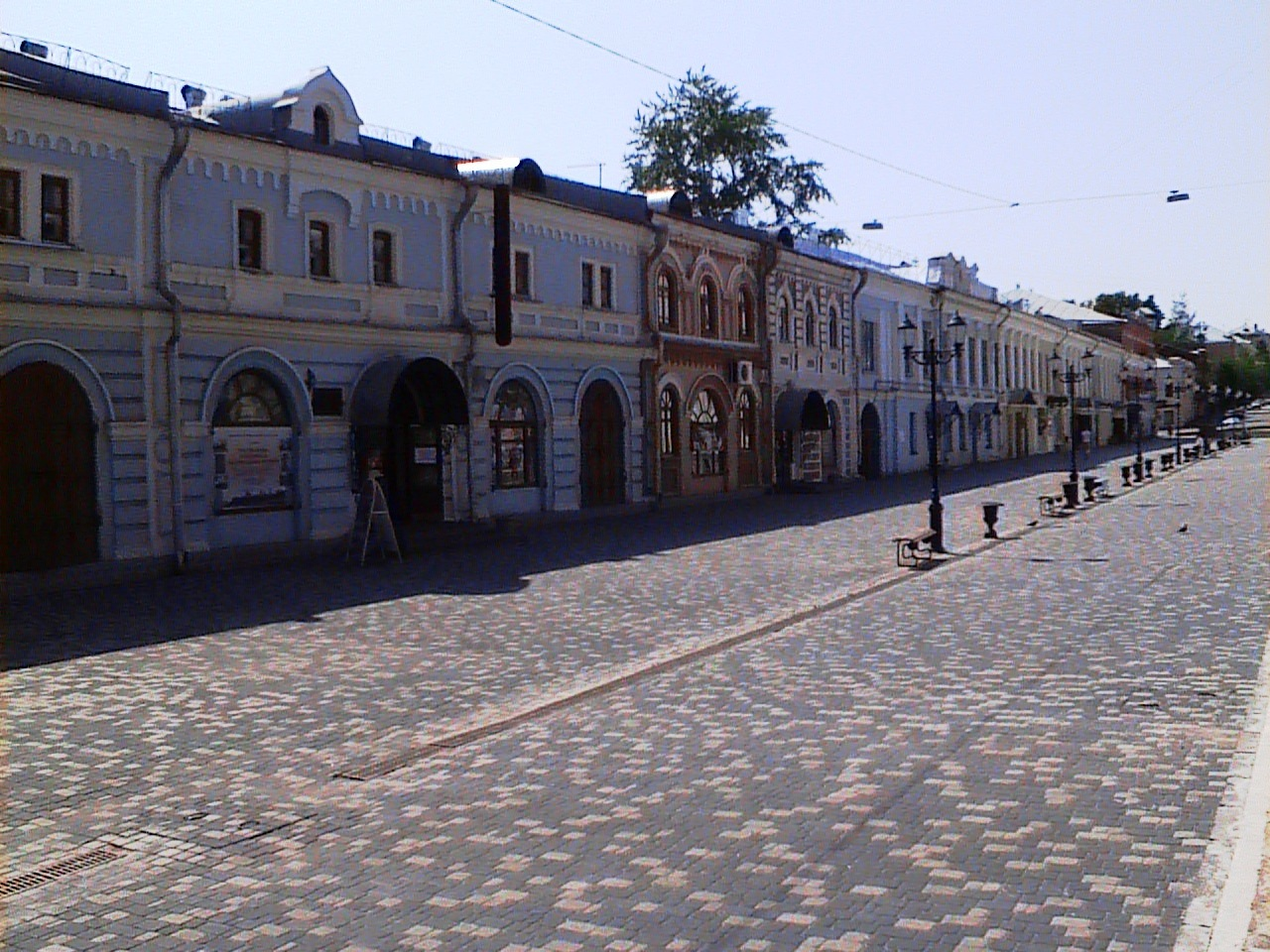
ul. Spaska

## Sport
- Dinamo Kirow – klub piłkarski
- Snajper Kirow – klub piłkarski

## Zesłańcy
Miejsce zesłania po powstaniach w Polsce w XIX wieku, później - miejsce zesłania więźniów politycznych (łagry).

## Ludzie związani z miastem
- Aleksandr Hercen (1812–1870) – poeta
- Ignacy Jasiński (1833–1878) – malarz
- Michał Elwiro Andriolli (1836–1893) – malarz
- Konstantin Ciołkowski (1857–1935) – jeden z pionierów astronautyki
- Aleksandr Grin (1880–1932) – pisarz
- Jekatierina Szychowa (ur. 1985) – panczenistka